# 喜田村健三
喜田村 健三（きたむら けんぞう、1917年（大正6年）6月24日 - 没年不明）は日本の大蔵官僚、実業家。国税庁元次長。万有製薬（現：MSD、メルク・アンド・カンパニーの日本法人）元専務取締役。東京都世田谷区在籍。長男は弁護士（ミネルバ法律事務所所属）の喜田村洋一。

## 経歴
京都府京都市出身。喜田村眼科病院院長を務めた喜田村朔治の三男として生まれる。1939年（昭和14年）高等文官試験行政科に合格。1940年（昭和15年）東京帝国大学法学部を卒業し、大蔵省に入る。その後、熊本国税局長、国税庁調査査察部長、同直税部長を経て、1963年（昭和38年）国税庁次長に就任。
1965年（昭和40年）9月退任し、同年11月万有製薬（現：MSD、メルク・アンド・カンパニーの日本法人）専務に就任し、1989年（平成元年）6月常任監査役に就任。

## 人物
趣味はハイキング、園芸、映画。宗教は浄土真宗。

## 家族・親戚

### 喜田村家
小倉藩士で、福岡県京都郡豊津村豊津に住んでいた。族籍は福岡県士族。
- 養祖父・喜田村寬治（生年不詳）
小倉藩士。工部大学校採鉱冶金科卒[4]。病気のため郷里の豊津中学校（現：福岡県立育徳館中学校・高等学校）の教師となった[4]。
- 父・喜田村朔治（1876年（明治9年）4月26日生）
福岡県士族、西村敬治の次男。のち寬治の養子。東京帝国大学医科大学卒。医学博士、喜田村眼科病院元院長。
- 妻・小林美穂（1928年（昭和3年）7月25日生）  
最高裁判所判事、東京高等裁判所長官を務めた小林俊三の三女[1]。東京女学館、自由学園卒[1]。
- 長男・喜田村洋一（1950年（昭和25年）11月9日生）  
東京大学法学部卒[1]。弁護士（ミネルバ法律事務所所属）[1]。
- 次男・喜田村城二（1954年（昭和29年）8月8日生）  
慶應義塾大学法学部卒[1]。

### 親戚
- 祖父・岩垂邦彦（1857年10月2日（安政4年8月15日）生）
工部大学校電信科（現:東京大学工学部）卒。日本電気（NEC）創業者。
- 長兄・喜田村善一（1911年（明治44年）12月10日生）
京都帝国大学工学部電気工学科卒。大阪大学名誉教授。
- 次兄・喜田村正次（1915年（大正4年）8月生）
京都帝国大学医学部卒。神戸大学名誉教授。水俣病の研究で知られる。
- 義弟・高木秀夫（1909年（明治42年）3月22日生）  
北海道帝国大学理学部物理学科卒[1]。近畿大学教授[1]。妹の夫[1]。